# 加賀至
加賀 至（かが いたる、1963年2月 - ）は、日本の国土交通官僚。国土交通省九州運輸局長や気象庁次長を務めた。

## 人物・経歴
愛知県出身。東京都立西高等学校を経て、1986年東京大学経済学部卒業、1986年運輸省入省。運輸省運輸政策局政策課補佐官などを経て、2002年北海道総合企画部交通企画室交通企画課長。2003年北海道総合企画部交通企画室長。2004年国土交通省関東運輸局交通環境部長。2005年国土交通省鉄道局総務課鉄道企画室長。
2006年鉄道建設・運輸施設整備支援機構国鉄清算事業本部管理部次長。2008年内閣官房内閣参事官（安全保障・危機管理担当）。2010年国土交通省大臣官房参事官（国際業務）。2012年国土交通省自動車局貨物課長。2014年鉄道建設・運輸施設整備支援機構経営自立推進統括役。2016年6月21日気象庁総務部長。
2017年7月7日から国土交通省九州運輸局長を務め、平成29年7月九州北部豪雨災害の復旧にあたった。2018年7月31日気象庁次長。2020年7月21日、大臣官房付・即日辞職。同年11月南海電気鉄道鉄道営業本部顧問。2021年南海電気鉄道執行役員鉄道営業本部副本部長。2023年南海電気鉄道上席執行役員鉄道事業本部副本部長。